# Spanish Fort (Alabama)
Spanish Fort é uma cidade localizada no estado americano de Alabama, no Condado de Baldwin.

## Demografia
Segundo o censo americano de 2000, a sua população era de 5423 habitantes.
Em 2006, foi estimada uma população de 5601, um aumento de 178 (3.3%).

## Geografia
De acordo com o United States Census Bureau, a localidade tem uma área de 28,8 km², dos quais 16,6 km² cobertos por terra e 12,2 km² cobertos por água.

## Localidades na vizinhança
O diagrama seguinte representa as localidades num raio de 24 km ao redor de Spanish Fort.